# Dihammaphoroides
Dihammaphoroides är ett släkte av skalbaggar. Dihammaphoroides ingår i familjen långhorningar.
Kladogram enligt Catalogue of Life:
| Dihammaphoroides | \| \| Dihammaphoroides jaufferti \| \| \| \| \| \| Dihammaphoroides sanguinicollis \| \| \| \| |
|                  | \| \| Dihammaphoroides jaufferti \| \| \| \| \| \| Dihammaphoroides sanguinicollis \| \| \| \| |
|                  | Dihammaphoroides jaufferti                                                                     |
|                  |                                                                                                |
|                  | Dihammaphoroides sanguinicollis                                                                |
|                  |                                                                                                |